# Frei Betto
Carlos Alberto Libânio Christo, más conocido como Frei Betto, (Belo Horizonte, Minas Gerais, 25 de agosto de 1944) es un fraile dominico brasileño, teólogo de la liberación. Es autor de más de 50 libros de diversos géneros literarios y de temas religiosos.

## Apuntes biográficos
Es hijo del periodista Antônio Carlos Vieira Christo y de la escritora de libros de cocina regional Stella Libânio.
Ingresó a la JEC (Juventud Estudiante Católica). A principios de los años sesenta, realizó trabajos como periodista. En 1964, mientras era estudiante de periodismo decidió ingresar en la orden de los dominicos. Ese mismo año fue encarcelado y torturado durante 15 días tras el golpe militar. Profesó en esa orden, el 10 de febrero de 1966, en São Paulo.
En 1969 fue detenido otra vez y pasó cuatro años en la cárcel debido a su oposición a la dictadura militar. En 1973, ya libre, se mudó a una favela (barrio paupérrimo) en la ciudad de Vitoria. Aunque nunca empuñó un arma, fue colaborador de la organización guerrillera ALN (Acción Libertadora Nacional), y, junto a otros frailes dominicos, desarrolló un grupo de apoyo a los perseguidos políticos. Durante esos años estudió teología, filosofía y antropología.
En una ocasión, al serle preguntado cuáles cosas le habían impactado en su trayectoria, respondió:

En mi vida he tenido tres grandes choques: la muerte de Salvador Allende en el golpe militar en Chile, el asesinato de Maurice Bishop en Granada y la derrota de la revolución sandinista.

En 1979 se mudó a otra favela, esta vez en São Paulo donde conoció al dirigente obrero Luis Inácio Lula da Silva, quien sería después Presidente de Brasil y de quien se convirtió en amigo personal, así como de Leonardo Boff.
Después de cumplir 4 años de cárcel, el Supremo Tribunal Federal redujo su sentencia a 2 años. Relató su experiencia en la prisión en el libro Bautismo de sangre, que fuera traducido en Francia e Italia. El libro describe la realidad del Brasil dictatorial, la participación de los frailes dominicos en la resistencia a la dictadura, la muerte del guerrillero Carlos Marighella (1911-1969) y las torturas sufridas por el dominico Frei Tito (1945-1974). El libro fue llevado al cine en la película homónima, dirigida por Helvécio Ratton y estrenada en 2006 en Brasil.
En los años ochenta empezó a asesorar a algunos gobiernos de países socialistas, como Cuba, Checoslovaquia, China, la Unión Soviética, Nicaragua y Polonia acerca de las relaciones entre la Iglesia católica y el Estado.

## Actualidad
Al momento de escribir esta sección, Frei Betto continua vinculado al convento de los dominicos de São Paulo, en el que conserva su celda. Participa en los retiros que promueve la orden y ejerce de alguna manera la actividad pastoral. Ha desarrollado su actividad pastoral entre las CEB (Comunidades Eclesiales de Base) en los barrios del cinturón industrial de San Pablo.
En dos ocasiones —1985 y 2005— fue premiado con el Premio Jabuti, el premio literario más importante de Brasil. En 1986 fue elegido Intelectual del Año por la Unión Brasileña de Escritores. Asesor de movimientos sociales, como las Comunidades Eclesiales de Base y el Movimiento de Trabajadores Rurales sin Tierra. Entre 2003 y 2004 fue asesor especial del presidente Luiz Inácio Lula da Silva y coordinador de Movilización Social del Programa Hambre Cero.
Más tarde, explicaría su decisión de abandonar su labor en el gobierno de Brasil:

Lula me invitó a trabajar con los más pobres de los pobres, los hambrientos (es decir, con cerca de 45 millones de personas). [...] Pero después de dos años hubo un cambio en el programa: lo que era un programa emancipatorio, con el tiempo se fue transformando en un programa electoralista. [...] Con el tiempo se descubrió que conviene mantener a las familias en la dependencia permanente del gobierno porque esto resulta en más votos en las elecciones. Esa descaracterización de un programa emancipatorio hacia un programa asistencialista, me hizo dejar el gobierno.
Frei Betto

El 28 de enero de 2013 la Unesco concedió a Frei Betto el Premio Internacional José Martí, el cual este escritor dedicó a los agentes cubanos denominados Los 5 Héroes, que al momento de escribir esta sección se encontraban presos en EE. UU.

### Actividad política
Frei Betto brindó su apoyo y se unió a la amplia lista de prominentes figuras de la América Latina que han manifestado su apoyo a la independencia de Puerto Rico a través de su adhesión a la Proclama de Panamá aprobada por unanimidad en el Congreso Latinoamericano y Caribeño por la Independencia de Puerto Rico celebrado en Panamá el 18 y 19 de noviembre de 2006.

## Obras
- Bautismo de sangre (memorias).
- De las catacumbas (cartas personales).
- El amor fecunda el universo. Ecología y espiritualidad (con Marcelo Barros).
- 1988: La noche en que Jesús nació.
- Fidel y la religión.
- La mosca azul.
- Calendario del poder.
- Entre todos los hombres (ficción; biografía no autorizada de Jesús).
- Sinfonía universal: la cosmovisión de Teilhard de Chardin (ensayo).
- Trece cuentos diabólicos y uno angélico (ensayo).
- Alfabeto: autobiografía escolar (memorias).
- La obra del artista. Una visión holística del universo (ensayo).
- Uala, o amor (literatura juvenil).
- Alucinado sonido de tuba (ficción juvenil).
- Hotel Brasil (ficción).
- El vencedor (ficción juvenil).
- Un hombre llamado Jesús (novela).
- Minas do ouro (novela publicada en español como El oro perdido de los Arienim).
- Domingo de Guzmán, desde la cárcel (novena).
- El día de Ángelo (novela).
- ¡Creo desde la cárcel!: desde los subterráneos de la historia (ensayo).

## Premios
- 1985: premio Juca Pato, por Batismo de sangue.
- 1982: premio Jabuti, de la Cámara Brasilera del Libro, por Batismo de Sangue.
- 1986: Intelectual do Ano, título dado pela União Brasileira de Escritores em 1986, por seu livro Fidel e a Religião.
- 1987: Prêmio de Direitos Humanos da Fundação Bruno Kreisky, em Viena, em 1987.
- 1988: premio a la mejor obra infantojuvenil, por la Asociación Paulista de Críticos de Arte, por su libro A noite em que Jesus nasceu.
- 1996: trofeo Sucesso Mineiro, por la Prefectura Municipal de Belo Horizonte.
- 1998: premio Paolo E. Borsellino, en Italia, por su trabajo em pro de los derechos humanos. Foi el primer brasilero que recibió este premio.
- 1998: premio CREA/RJ de Meio Ambiente, em 1998, do CREA/RJ.
- 1998: medalla Chico Mendes de Resistencia, concedida por el grupo Tortura Nunca Más (de Río de Janeiro).
- 2000: trofeo Paulo Freire de Compromisso Social.
- 2000: Medalha da Solidariedade do governo cubano.
- 2005: premio Jabuti, de la Cámara Brasilera del Libro, por Típicos tipos: perfiles literarios.
- 2005: es una de las 13 Personalidades Ciudadanía 2005, en una iniciativa de la UNESCO, la Asociación Brasilera de Prensa y el periódico Folha Dirigida.
- 2006: Medalla del Mérito Dom Helder Câmara del Instituto Ciudadano, por sus servicios prestados en la preservación y la fiscalización de la gestión pública moral y legal.
- 2007: título de Ciudadano Honorario de Brasilia, concedido por la Cámara Legislativa del Distrito Federal.
- 2013: premio internacional José Martí de la Unesco[3][4]